# Nilgiris (huyện)
Huyện Nilgiris là một huyện thuộc bang Tamil Nadu, Ấn Độ. Thủ phủ huyện Nilgiris đóng ở Udhagamandalam. Huyện Nilgiris có diện tích 2549 ki lô mét vuông. Đến thời điểm năm 2001, huyện Nilgiris có dân số 764826 người.